# Duomo di Penne
La chiesa concattedrale di San Massimo martire e Santa Maria degli Angeli è il duomo di Penne, e concattedrale dell'arcidiocesi di Pescara-Penne. Nel 1902 è stato nominato monumento nazionale.

## Storia

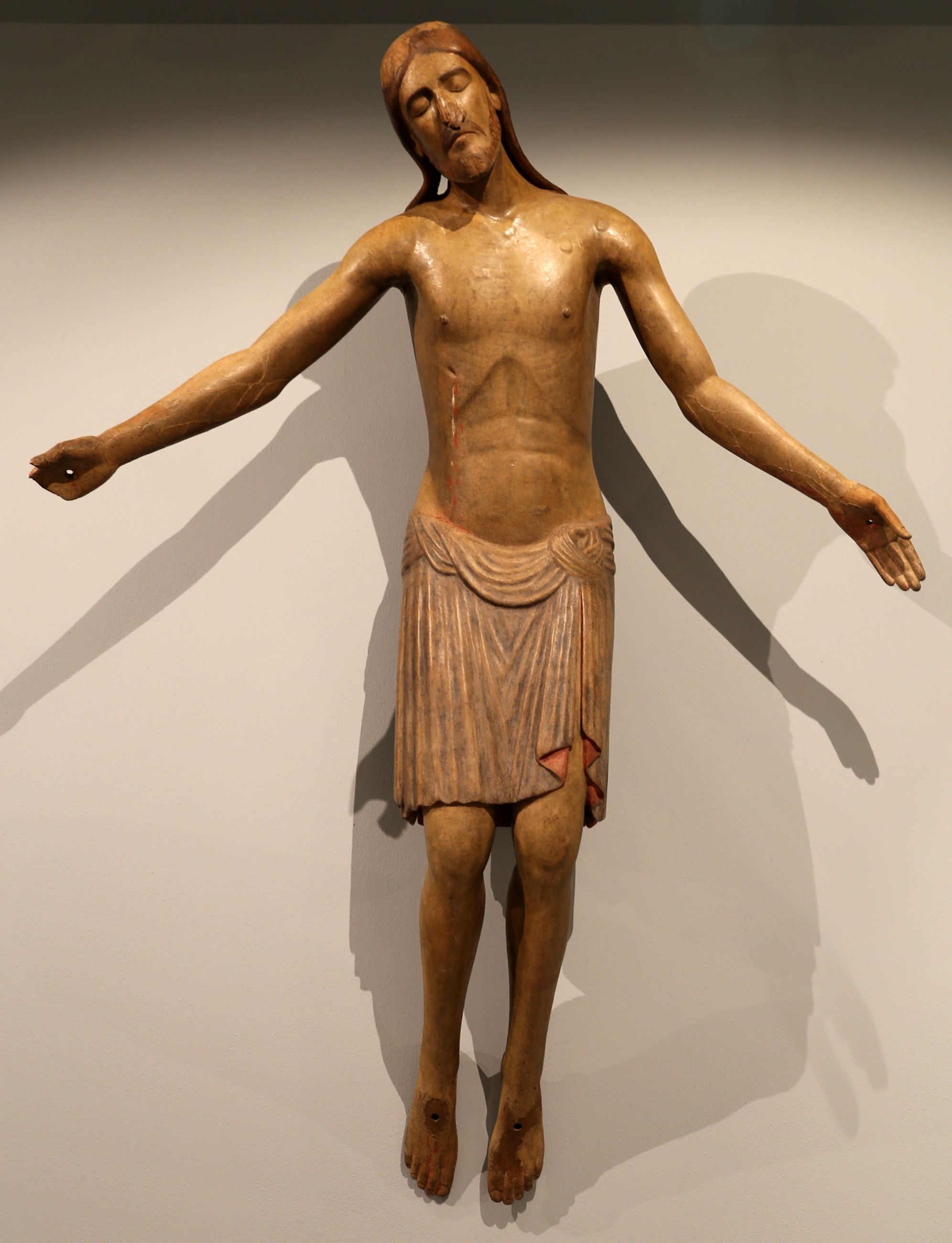
Cristo deposto dolente, del 1290 ca., proveniente dalla cattedrale di Penne, ora nel Museo Nazionale d'Abruzzo a L'Aquila

Assai antiche sono le origini della chiesa matrice di Penne. Fonti documentarie ed archeologiche, queste ultime scoperte in modo particolare nei restauri e negli scavi degli ultimi decenni, hanno permesso di attestare l'esistenza di più chiese prima del 1000, alla cui origine è forse da collocare un antico tempio pagano di epoca romana, che la tradizione vuole dedicato a Vesta, dea patrona dei Vestini. La primitiva chiesa, attuale cripta, era dedicata a San Pietro. La cattedrale è attestata per la prima volta nell'868 con dedicazione alla Beata Vergine Maria Regina degli Angeli, quando il vescovo Grimbaldo, nominato nelle fonti anche come Garimbaldo, Grimaldo e Giraldo, traslò nell'altare maggiore dell'edificio (quello che oggi corrisponde alla cripta) le reliquie di San Massimo Levita (martirizzato in Aveia, L'Aquila, e custodito in una cappella a Castiglione della Pescara) e dei suoi compagni di martirio, a cui da quel momento la chiesa fu dedicata. La Cattedrale fu poi ricostruita in stile romanico nel XII secolo, in stile gotico nel XIII secolo, e restaurata in stile barocco nel XVII secolo. Danneggiata durante la seconda guerra mondiale dai bombardamenti del 1944, subì profondi restauri nella facciata (ricostruita nel 1955), nel transetto e nelle absidi, con i quali ha quasi totalmente perso ogni traccia dell'impostazione medievale, ad eccezione della cripta.
Il restauro ha smantellato il tabernacolo dell'altare maggiore con la scena dell'Assunzione opera di Francesco Ferradini, la cupola con stucchi di Giovanni Battista Gianni, le cappelle private laterali. La ricostruzione ha previsto il rifacimento totale degli interni con mattoni a vista e soffitto a capriate lignee. La facciata è stata rifatta alla maniera pseudo romanica, ed è stato rimontato all'ingresso il portale tardo romanico che era stato rimontato in altra sede. 
L'impostazione medievale era stata già cancellata con il rifacimento barocco del XVIII secolo, tuttavia il tentativo di ripristino di facciata e interni con i mattoni a vista,  ha creato una sorta di ibrido che tenta di ricalcare l'aspetto ipotetico del XII-XIII secolo.
Nel 1982 un furto sacrilego colpisce la chiesa, il busto monumentale di San Massimo  patrono, in argento massiccio e oro lavorato,  opera di Giuseppe Sammartino (1732) viene rubato e non più ritrovato. Era tra le opere più pregevoli del pennese, il santo era raffigurato a busto,  in veste classica, con la palma del martirio e l'altra mano in atteggiamento di estasi nel momento supremo della dipartita. In basso c'era una decorazione di nuvole e angeli,  sopra il catafalco quadrato che lo reggeva. Oggi un altro busto ligneo, altresì pregiato,  lo sostituisce.
Nel 2009 la chiesa viene danneggiata dal terremoto dell'Aquila e riaperta nel 2014. Nuovamente danneggiata dai terremoti del 2016 e 2017, con la lesione del tetto, è in attesa di restauro.

## Descrizione
Attraverso i rifacimenti del secondo dopoguerra, la chiesa ha perso quasi completamente l'aspetto monumentale barocco dell'interno, alcune vestigia romaniche all'interno, e la facciata esterna barocca, ad eccezione della cripta e del campanile. Fotografie storiche mostrano l'esterno molto diverso da quello attuale, con una facciata a coronamento orizzontale provvista di due grandi finestre laterali, e un portale a cornice modanata mistilinea, tipica del barocco. L'interno ugualmente a tre navate con i pilastri rivestiti di intonaco, a base quadrangolare, era completamente barocco, con volta a botte lunettata, e numerose decorazioni in stucco. Il bombardamento del 1944 sventrò il tetto, danneggiando anche il presbiterio e le navate, per cui si decise una ricostruzione molto massiccia.

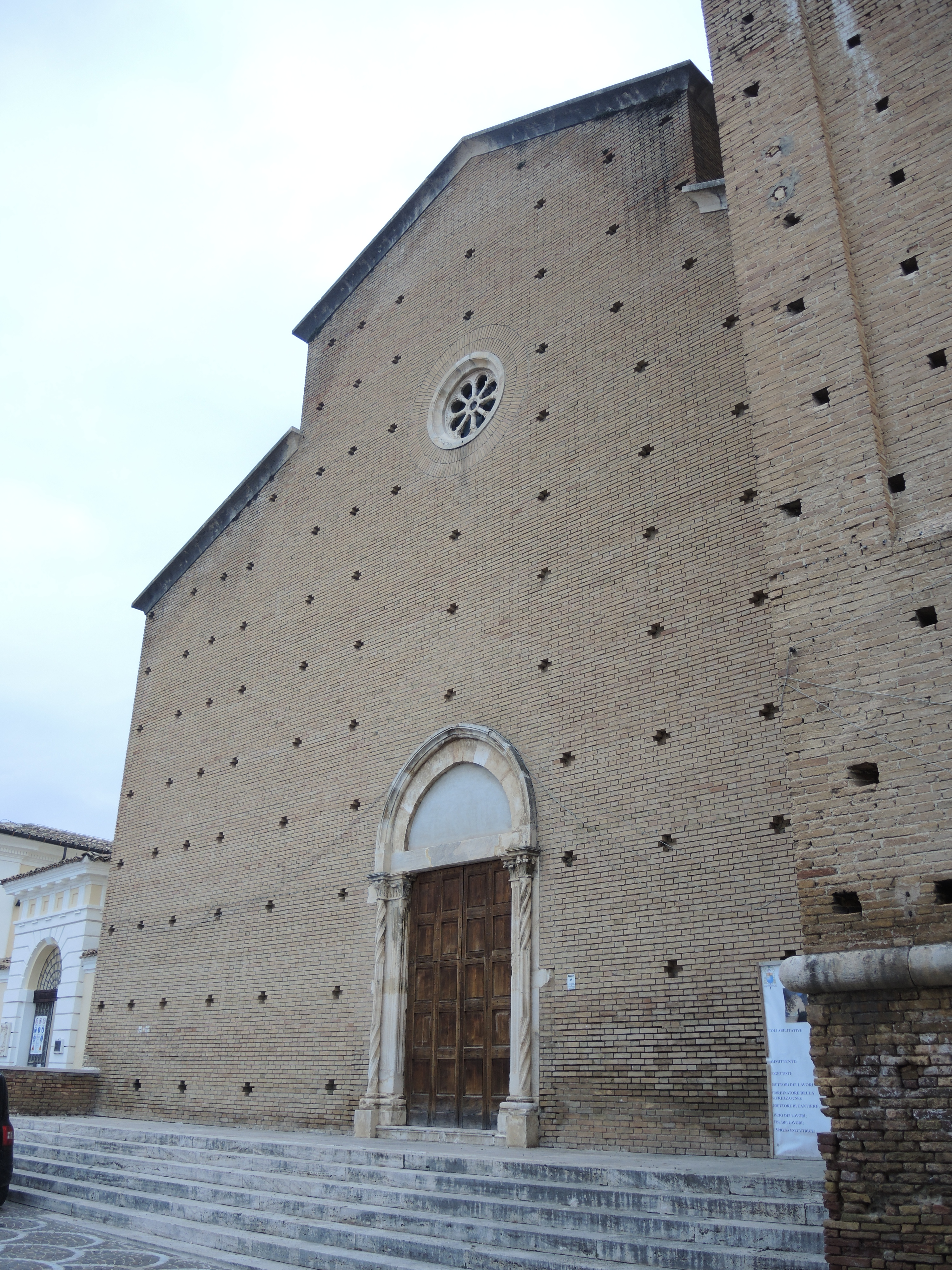
Particolare della facciata

L'impianto della cattedrale è a croce latina con i bracci del transetto sporgenti, e l'abside semicircolare. La facciata attuale fa parte della ricostruzione tarda del 1955, che tenta di riportare l'aspetto all'originale romanico: ha un portale con cornice in pietra bianca ad arco a tutto sesto. Il portale barocco originario era del 1574, e nella ricomposizione del monumento è stato prelevato parte del materiale sopravvissuto, realizzando un archivolto ogivale dentro la cornice, per avvicinarsi il più possibile al tardo stile romanico. La sommità della facciata è ad archetti, a imitazione della scuola rinascimentale di Atri. In posizione centrale sulla facciata c'è un piccolo rosone a raggiera, inquadrato in un impaginato a mattoni in cotto faccia vista. La torre campanaria conserva l'aspetto medievale alla base, come suggerisce un prezioso fregio del portale, mentre man mano che si sale, si scorgono i rifacimenti dei secoli successivi, fino alla sommità, con il soffitto decorato in stile barocco, con lanterna centrale che accoglie una gabbia metallica in ferro lavorato, contenente due campane. Il torrione ha pianta quadrata, e al livello superiore, dopo una cornice a rilievo, ha quattro archi che accolgono le campane.
L'interno non mostra particolari segni di pregio, poiché è stato ricostruito quasi daccapo: ha il soffitto a capriate lignee, è scandito in tre navate da pilastri circolari con arcate ogivali in mattone cotto, e l'abside semicircolare spoglio, con tre finestre, preceduto da un arco trionfale.

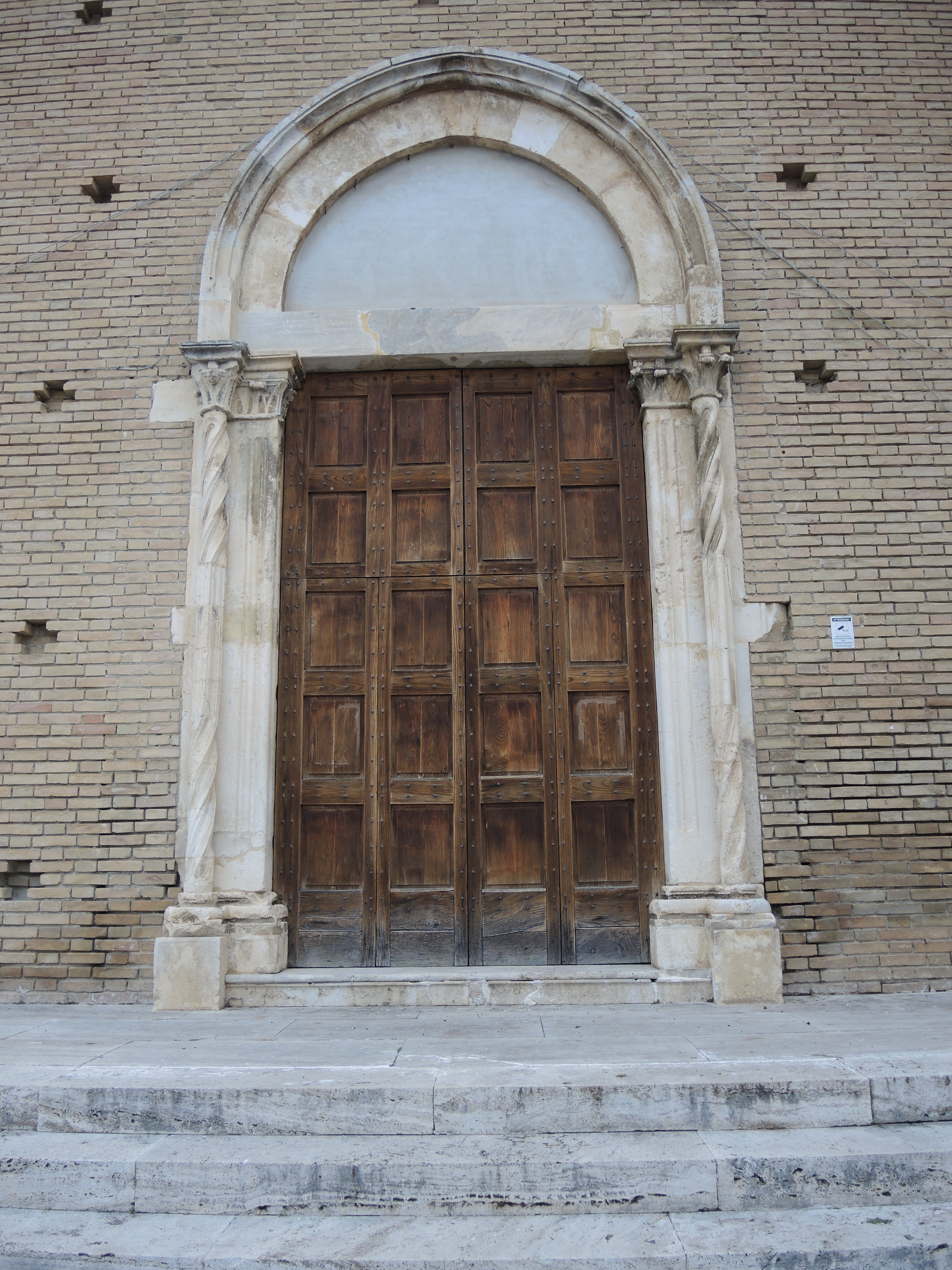
Il portale maggiore

Nella cripta e nella chiesa sono conservati importanti opere quali:
- un Crocifisso ligneo del XIV secolo con le braccia staccate dalla croce;
- l'altare maggiore, risalente al 1180-1190, con un paliotto decorato ad intaglio
- frammenti di un recinto presbiterale, decorato con figure di animali (XI secolo)
- il Busto di san Massimo, in argento, del 1762, è stato trafugato.

Ed è proprio la cripta l'elemento di maggio pregio, che conserva integro il suo carattere romanico, misto ad aggiunte rinascimentali, come gli affreschi. Quattro sostegni, di cui due pilastri all'esterno e due colonne in posizione centrale, sui quali si aprono archetti a tutto sesto, dividono lo spazio in cinque campate, e verso l'altare si trovano tre absidi. La copertura è a volte a crociera, di interesse sono i pilastri, materiale di spoglio dal tempio romano di Vesta sopra cui la Cattedrale fu realizzata. I fusti lisci o scanalati sono monoliti in granito o di altro materiale, i capitelli sono stati creati appositamente per l'ambiente secondo lo stile delle maestranze longobarde: i rilievi sono volti antropomorfi decorati con rilievi vegetali e fiori stilizzati, che permettono la datazione tra il IX e l'XI secolo. Al periodo medievale appartengono anche gli affreschi dei pilastri, realizzati nel Trecento; l'altare maggiore è del 1180, attribuito a un tale Acuto, con il paliotto decorato a intaglio in maniera molto simile al portale della chiesa di Sant'Angelo di Pianella.
L'organo a canne del Duomo è opera della ditta Zenoni di Pescara. Si trova nell'abside, immediatamente sopra il coro.

### Palazzo del Vescovado e Museo civico diocesano "G. Leopardi"

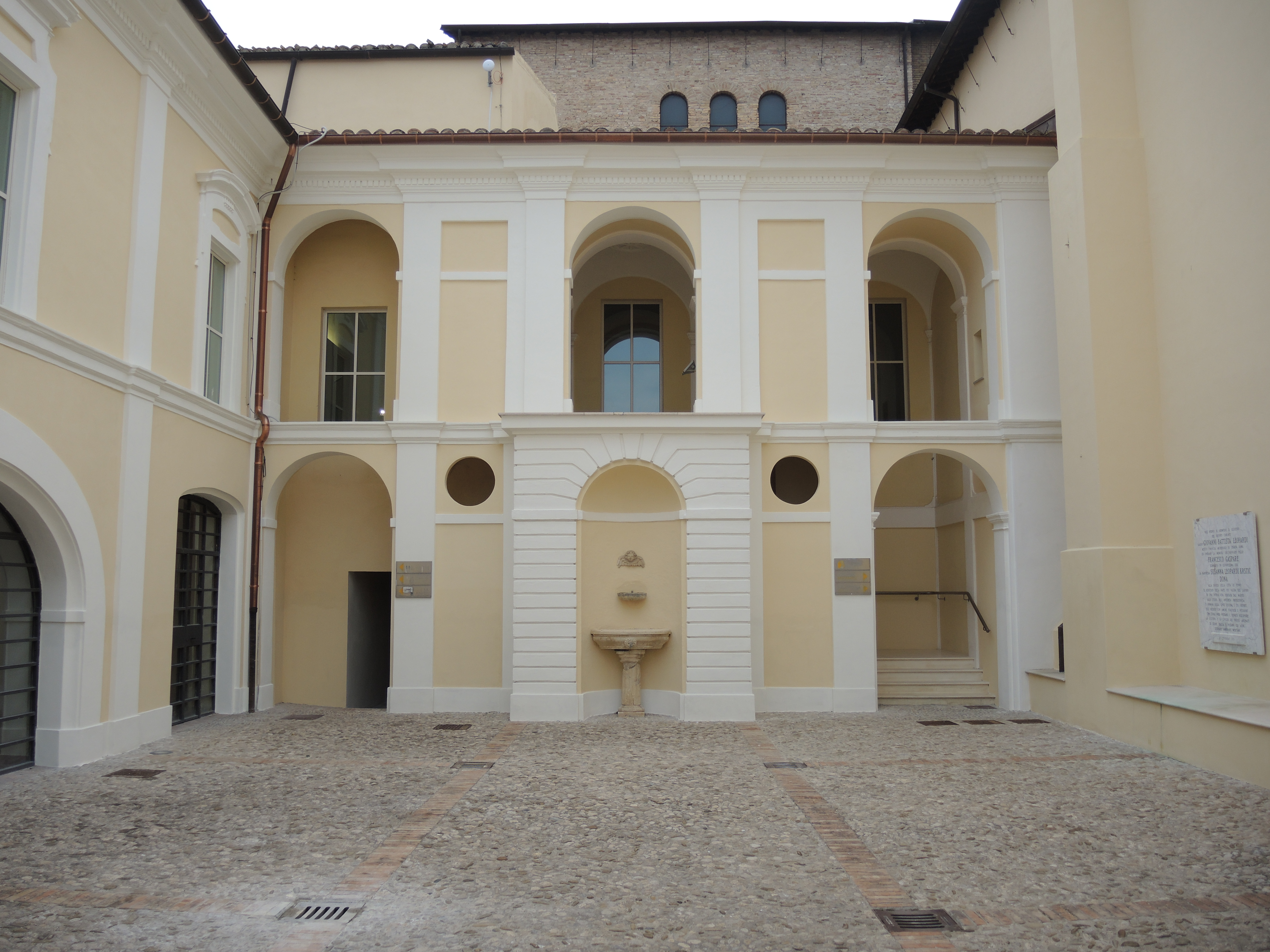
Chiostro del Museo diocesano

Il palazzo vescovile si trova accanto al Duomo, ed ha origini molto antiche, anche se oggi si presenta in forme barocche per il restauro della metà del Settecento. Ospita attualmente la Biblioteca diocesana con l'Archivio vescovile, e il Museo civico "G. Leopardi". Il museo è stato fondato come collezione vescovile nel 1791, gestito dalla diocesi, e restaurato all'esterno con alcuni bassorilievi provenienti dalla struttura medievale, semi-danneggiata dalla guerra. Il museo si divide in 5 sezioni, la parte archeologica vestina, quella romana, quella medievale, la collezione Leopardi sull'archeologica paleocristiana, e la sezione pittorica e scultorea con le pergamene e i codici per una storia della diocesi. I frammenti lapidei riguardano principalmente l'esterno, decorati da motivi floreali, e all'interno vi sono altari, are sacrificali, e lapidi con iscrizioni, prelevate dalla chiesa di San Massimo durante i restauri.
Della sezione religiosa sono di interesse il busto ligneo di San Massimo con la città di Penne in mano, una Deposizione del Maestro di Tivoli (XIV sec), la Madonna col Bambino e Santo, e una Crocifissione del Maestro di Offida (XIV sec), una Madonna del Latte della bottega di Arnolfo di Cambio (XIV sec) e la pala di San Giovanni Evangelista del pittore Samberlotti di Montorio (1617).